# Mulda (řeka)
Mulda (německy Mulde) je řeka v Německu (Sasko, Sasko-Anhaltsko), levý přítok Labe (povodí Severního moře). Vzniká soutokem Cvikovské Muldy a Freiberské Muldy. Je 147 kilometrů dlouhá (313,7 kilometrů včetně Cvikovské Muldy). Plocha povodí měří 7 400,3 kilometrů čtverečních a zasahuje i na území České republiky v rozsahu 388,39 kilometrů čtverečních².

## Průběh toku
Řeka vzniká soutokem Cvikovské Muldy a Freiberské Muldy. Leží na ní města Eilenburg a Dessau.

## Vodní stav
Vodnost stoupá v zimě a na jaře. Průměrný průtok v ústí je 67 m³/s. Na Cvikovské Muldě byla vybudována přehradní nádrž Muldenberg o objemu šest miliónů metrů krychlových a vodní elektrárna. Řeka je splavná.